# تی جی وارن
تی جی وارن (انگلیسی: T. J. Warren؛ زادهٔ ۵ سپتامبر ۱۹۹۳) بازیکن بسکتبال اهل ایالات متحده آمریکا است.
از باشگاه‌هایی که در آن بازی کرده‌است می‌توان به فینیکس سانز اشاره کرد.